# Cuité de Mamanguape
Cuité de Mamanguape est une ville brésilienne de l'est de l'État de la Paraíba.
Sa population était estimée à 6 505 habitants en 2007. La municipalité s'étend sur 110 km2.